# Порослово (Вологодская область)
Порослово — деревня в Устюженском районе Вологодской области.
Входит в состав Лентьевского сельского поселения, с точки зрения административно-территориального деления — в Лентьевский сельсовет.
Расположена на берегу реки Иголка (приток Орла). Расстояние по автодороге до районного центра Устюжны — 14 км, до центра муниципального образования деревни Лентьево — 8 км. Ближайшие населённые пункты — Огибь, Хотыль, Оснополье.
Население по данным переписи 2002 года — 13 человек.
В деревне расположены памятники архитектуры дом из «осиновых плах» и амбар.